# ゼロ微分重なり
ゼロ微分重なり（ゼロびぶんかさなり、英: Zero differential overlap、微分重なりの無視）は、計算分子軌道法における近似であり、量子化学における半経験的手法の中心となる手法である。計算機が分子中の結合を計算するために最初に用いられた時、二原子分子について計算することしかできなかった。計算機が進歩するにつれて、より大きな分子の研究が可能になったが、この近似を用いることでさらに大きな分子の研究が常に可能になっている。現在、半経験的手法は全長のタンパク質ほど大きな分子にも適用できる。この近似には、特定の積分、大抵は2電子反発積分の無視が含まれる。計算に用いられるオービタルの数がNとすると、2電子反発積分の数はN4で拡大縮小する。この近似の適用後、こういった積分の数はN2とかなり小さくなり、計算が単純化される。

## 近似の詳細
分子オービタル{\displaystyle \mathbf {\Phi } _{i}\ }がN個の基底関数{\displaystyle \mathbf {\chi } _{\mu }^{A}\ }に関して以下のように展開されたとする。
{\displaystyle \mathbf {\Phi } _{i}\ =\sum _{\mu =1}^{N}\mathbf {C} _{i\mu }\ \mathbf {\chi } _{\mu }^{A}\,}
上式において、Aは基底関数が中心とする原子、{\displaystyle \mathbf {C} _{i\mu }\ }は係数。次に、2電子反発積分は以下ように定義される。
{\displaystyle \langle \mu \nu |\lambda \sigma \rangle =\iint \left(\mathbf {\chi } _{\mu }^{A}(1)\right)^{*}\left(\mathbf {\chi } _{\nu }^{C}(2)\right)^{*}{\frac {1}{r_{12}}}\mathbf {\chi } _{\lambda }^{B}(1)\mathbf {\chi } _{\sigma }^{D}(2)d\tau _{1}\,d\tau _{2}\ }
ゼロ微分重なり近似は、 μがνと等しくない積{\displaystyle \mathbf {\chi } _{\mu }^{A}(1)\mathbf {\chi } _{\nu }^{B}(1)}を含む積分を無視する。
{\displaystyle \langle \mu \nu |\lambda \sigma \rangle =\delta _{\mu \nu }\delta _{\lambda \sigma }\langle \mu \mu |\lambda \lambda \rangle }
{\displaystyle \delta _{\mu \nu }={\begin{cases}0&\mu \neq \nu \\1&\mu =\nu \ \end{cases}}}
こういった積分の総数は[N(N + 1) / 2][N(N + 1) / 2 + 1] / 2（おおよそN4 / 8）からN(N + 1) / 2（おおよそN2 / 2）に減る。元の積分は全てab initioハートリー＝フォックならびにポスト-ハートリー-フォック計算には含まれている。

## 半経験的手法における近似の範囲
パリサー・パー・ポープル法およびCNDO/2といった手法は全面的にゼロ微分重なり近似を用いる。INDO、MINDO、ZINDO、SINDOといった微分を重なりを中間的に軽視する（intermediate neglect of differential overlap）アプローチに基づく手法はA = B = C = Dの時、すなわち4つ基底関数全てが同一原子上にある時に、この近似を適用しない。MNDO、PM3、AM1といった二原子微分重なりの軽視（neglect of diatomic differential overlap）を用いる手法もまた、A = BかつC = Dの時、すなわち一つ目の電子に対する基底関数が同一原子上にあり、二つ目の電子に対する基底関数が同一原子上にある時に、この近似を適用しない。
この近似を部分的に正当化することは可能であるが、一般的には残った積分{\displaystyle \langle \mu \mu |\lambda \lambda \rangle }がパラメータ化される時にまあまあうまくいっているので使われている。